# 徳島県道135号牟岐港牟岐停車場線
徳島県道135号牟岐港牟岐停車場線（とくしまけんどう135ごう むぎこうむぎていしゃじょうせん）は、徳島県海部郡牟岐町を通る一般県道である。

## 概要
海部郡牟岐町大字牟岐から海部郡牟岐町大字中村に至る。

### 路線データ
- 起点：海部郡牟岐町大字牟岐（牟岐港）
- 終点：海部郡牟岐町大字中村（JR四国牟岐線 牟岐駅前）
- 総延長：1.116 km[1]

## 歴史
- 1954年（昭和29年）11月12日 - 徳島県道牟岐港牟岐停車場線として認定。
- 1972年（昭和4年）3月10日 - 現在の徳島県道135号牟岐港牟岐停車場線として再認定。

## 路線状況

### 重複区間
- 徳島県道147号日和佐牟岐線（海部郡牟岐町大字中村）

## 地理

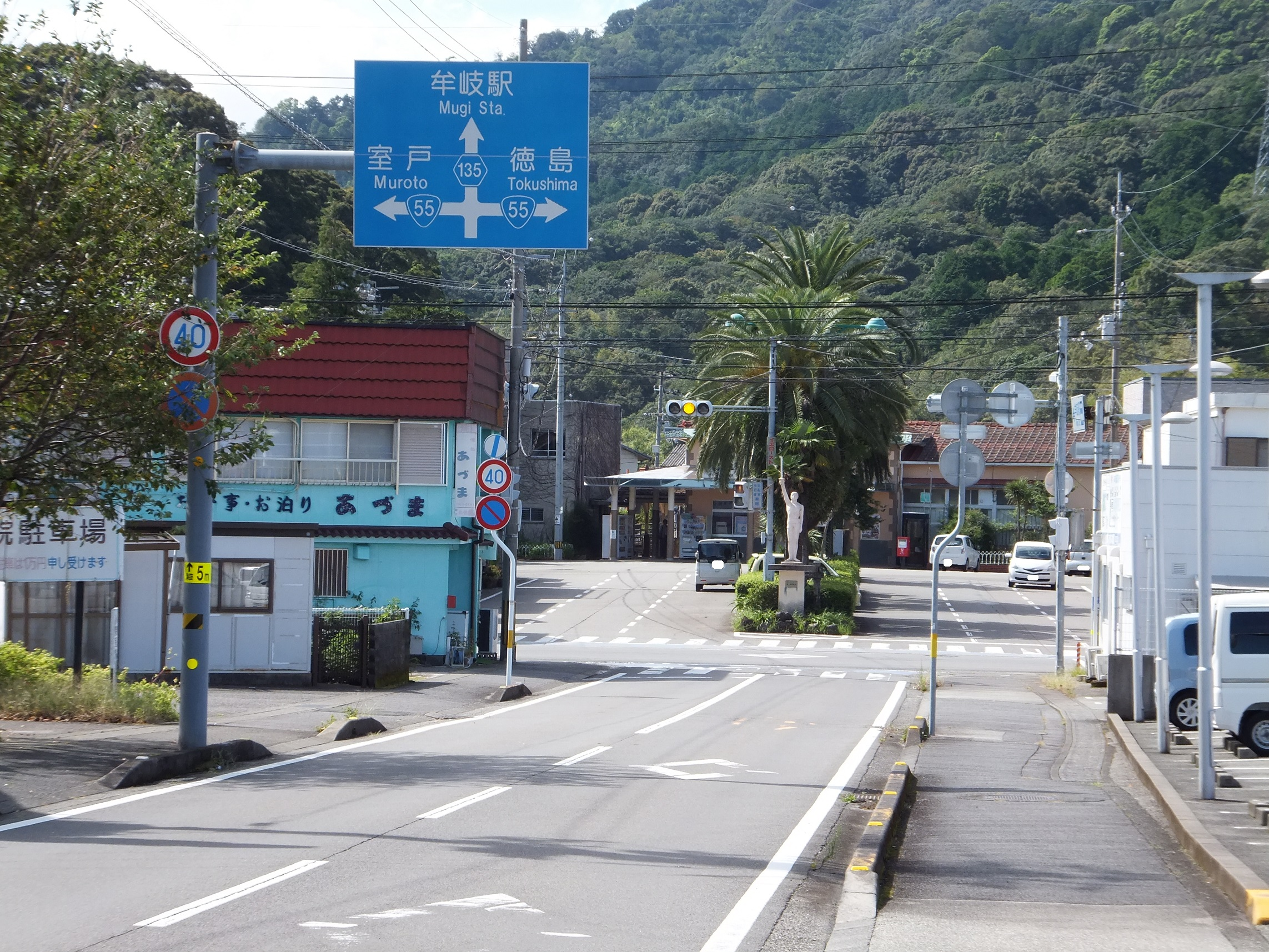
JR四国牟岐線 牟岐駅前、国道55号との交点付近

### 通過する自治体
- 徳島県
  - 海部郡牟岐町

### 交差する道路
| 交差する道路                                    | 交差する場所 |
| ----------------------------------------------- | ------------ |
| 徳島県道147号日和佐牟岐線 重複区間起点          | 大字中村     |
| 国道55号 徳島県道147号日和佐牟岐線 重複区間終点 | 大字中村     |

### 沿線
- 牟岐町役場
- JR四国牟岐線 牟岐駅